# Satz von Scheffé
Scheffés Lemma oder der Satz von Scheffé ist ein Konvergenzsatz der Maßtheorie und Statistik.
Er besagt, dass aus punktweiser Konvergenz fast überall einer Funktionenfolge auch Konvergenz im p-ten Mittel folgt, wenn die Folge der Lp-Normen konvergiert.
Der Satz wurde 1928 von Frigyes Riesz gezeigt.
Er wird in Lehrbüchern üblicherweise für den Fall p = 1 formuliert und mit einem eleganten Ansatz von Phil Novinger von 1972 mit Hilfe des Lemmas von Fatou gezeigt.
Im Jahr 1947 bewies Henry Scheffé unabhängig, dass aus der Konvergenz fast überall einer Folge von Wahrscheinlichkeitsdichten bereits die gleichmäßige Konvergenz der Verteilungsfunktionen folgt. Es lässt sich nämlich zeigen, dass für eine solche Folge die gleichmäßige Konvergenz der Verteilungsfunktionen äquivalent zur L1-Konvergenz der Dichten ist, und damit ist das Problem auf den bereits erwähnten Zusammenhang zwischen Konvergenz fast überall und Konvergenz im Mittel zurückgeführt, welchen Scheffé über Lebesgues Satz von der dominierten Konvergenz erhielt.

## Formulierung des Satzes fürL1
Seien {\displaystyle f,f_{1},\dotsc ,f_{n},\dotsc \in L^{1}(X,{\mathcal {A}},\mu )}.
Dann folgt aus
{\displaystyle f_{n}\to f} {\displaystyle \mu }-fast überall sowie {\displaystyle \int _{X}|f_{n}|\,\mathrm {d} \mu \to \int _{X}|f|\,\mathrm {d} \mu }
schon
{\displaystyle \int _{X}|f_{n}-f|\,\mathrm {d} \mu \to 0}.